# ليفورفانول
ليفورفانول Levorphanol وهو /lɛvaʊrfɑːnɒl/ (Levo-Dromoran) مسكن أفيوني اصطناعي هو ستيريو ايزومير أيسري التدوير من المورفينانات الاصطناعية (دروموران) والمواد الأفيونية النقية الناهضة تم وصفه، أولا في ألمانيا في عام 1948 بمثابة مسكن مثل المورفين نشط عن طريق الفم. وقد تم الاستخدام السريري له في الولايات المتحدة منذ عام 1950م.
يعمل على مستقبلات ميو الأفيونية كناهض لها. له بداية تأثير مشابهة لتلك التي لدى الأفيون ويسبب تثبيط تنفسي بالدرجة نفسها.
أنه يمتلك نشاط ذاتي في مور أكبر من المورفين.
مدة الفعالية عموما طويلة مقارنة مع المسكنات الأخرى المماثلة وهي تختلف من 4 ساعات لتصل إلى 15 ساعة. لهذا السبب الليفورفانول مفيد في التخفيف من الآلام المزمنة وفي نفس الظروف المشابهة. الليفورفانول عن طريق الفم أو بالحقن له نسبة فعالية من 1 - 2، مرة ملاءمة لدى القوية منها. NMDA لها فعالية، مماثلة لتلك التي لدى فينيل هبتايل أمين لمخدرات السلسلة المفتوحة مثل الميثادون أو فينيل بي بريدين كينوبيميدون، مما جعل الليفورفانول مفيد لأنواع الآلام التي قد لا تكون تتاثر بالمسكنات الأخرى المماثلة، مثل ألم الاعتلال العصبي.

## التخليق
بقرار من راسيمات (i.e. racemorphan):

## الخواص الكيميائية
طرطرات الليفورفانول C17H23NO • C4H6O6 • 2H2O
- بودرة بللورية بيضاء.
- ذواب في الماء والإيثر، غير ذواب في الكلوروفورم.

## الشكل الصيدلاني
- يعطى فمويا على شكل مضغوطات تحوي على 2ملغ طرطرات الليفورفانول.
- يمكن أن يعطى حقنا وريديا أو حقنا عضليا.

## الاستخدام الطبي
لتسكين الآلام المتوسطة إلى الشديدة.

## تحذيرات
- الأمراض الرئوية كونه يسبب تثبيط تنفسي.
- إصابة الرأس الحديثة.
- الأمراض القلبية وأمراض ضغط الدم.
- الأمراض الكبدية والصفراوية.
- المرضى المعتمدين على الأدوية أو الكحوليين.

## التداخلات الدوائية
- العوامل ذات التأثير على الجملة العصبية المركزية مثل الكحول والمنومات والمركنات والباربيتورات والمواد المخدرة العامة والمركبات الأفيونية الأخرى ومضادات الاختلاج ومضادات الاكتئاب ثلاثية الحلقات والفينوتيازينات والمرخيات العضلية ومضادات الهيستامين والMAO-I.
- المسكنات الأفيونية التي تملك تأثير مختلط كناهضة ومناهضة للمستقبلات الأفيونية مثل البنتازوسين والنالبوفين والبوتورفانول والديزوساين والبيوبرينورفين.

## الآثار الجانبية
- أعراض تنفسة كالتثبيط التنفسي والزرقة وانقطاع النفس ونقص التهوية.
- أعراض هضمية كعسر الهضم وغثيان وإقياء وتشنج الطرق الصفراوية وألم بطني.
- أعراض قلبية وانخفاض الضغط والصدمة.
- جفاف فم وتعرق.
- أعراض عصبية كالغوما والدوخة ومحاولات انتحارية واكتئاب وارتباك وتشويش وتخليط ذهني.
- أعراض جلدية كآلام موضع الحقن والطفح والشرى والحرارة.
- أعراض بولية كالفشل الكلوي والاحتباس البولي وصعوبة في التبول.